# (5942) Denzilrobert
(5942) Denzilrobert es un asteroide perteneciente al cinturón de asteroides, región del sistema solar que se encuentra entre las órbitas de Marte y Júpiter, más concretamente a la familia de Eos, descubierto el 10 de enero de 1983 por Bruce Edward Behymer y el también astrónomo Mark Scott Marley desde el Observatorio del Monte Palomar, Estados Unidos.

## Designación y nombre
Designado provisionalmente como 1983 AN2. Fue nombrado Denzilrobert en homenaje a Denzil Marley y Robert Behymer, padres de los descubridores, alentaron, junto con Louise Marley y Mary Behymer, los intereses de sus hijos en el mundo natural, los inspiraron a luchar por alcanzar metas altas y proporcionaron la educación que hizo posible su participación en el descubrimiento de este planeta menor.

## Características orbitales
Denzilrobert está situado a una distancia media del Sol de 3,027 ua, pudiendo alejarse hasta 3,424 ua y acercarse hasta 2,630 ua. Su excentricidad es 0,131 y la inclinación orbital 11,11 grados. Emplea 1924,33 días en completar una órbita alrededor del Sol.

## Características físicas
La magnitud absoluta de Denzilrobert es 11,7. Tiene 13,789 km de diámetro y su albedo se estima en 0,233. 